# Homopus solus
Homopus solus är en sköldpadda som beskrevs 2007 av William Roy Branch 2007. Arten ingår i släktet Homopus och familjen landsköldpaddor. Arten förekommer endemisk i Namibia och  IUCN kategoriserar den som sårbar. Inga underarter finns listade i Catalogue of Life.